# 美保湾
座標: 北緯35度31分0秒 東経133度20分50秒 / 北緯35.51667度 東経133.34722度
美保湾（みほわん）は、本州・南西部にある湾。東北東に開け、日本海に面している。湾口は幅約14km、奥行き約9.4kmの幅広な湾であり、湾の南東岸には日野川が流入し、北西では境水道を通じて、中海と繋がっている。
海岸は北岸の美保関周辺を除き、砂浜が多く、西岸の弓ヶ浜半島では長い砂浜である弓ヶ浜海岸が見られる。鳥取県から島根県にかかっており、南西岸には米子市の市街地、北西岸には境港市の市街地がある。また、湾内には淀江漁港、境漁港、長浜港、美保関港などがある。境港市は境水道、中海、外洋側の美保湾に面している。なお中海は正確には湖である（斐伊川水系一級河川中海）。
1927年には湾口付近において、日本海軍の艦艇衝突事故である美保関事件が起きている。

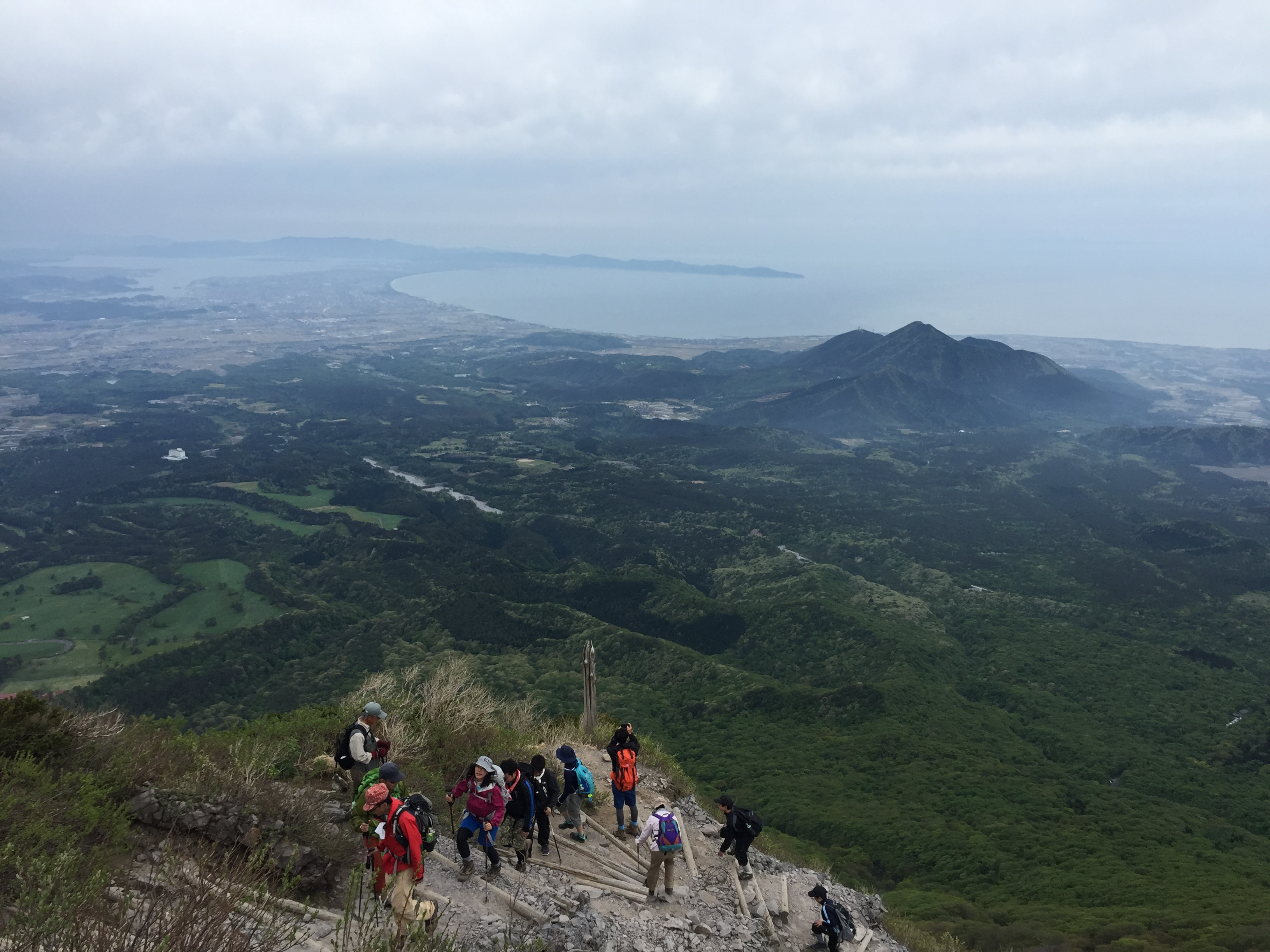
美保湾を大山から望む
右に孝霊山、奥に島根半島